# Пятницкие пещеры
Пятницкие каменоломни — рукотворные подземелья, бывшие каменоломни в черте города Орла Орловской области на берегу реки Оки, где в XVIII-XIX веках добывался белый камень. Название дано по поселению Пятницкая Слобода, которое некогда располагалось у входа в систему (c XX века — одноимённый микрорайон) на правом берегу. Ныне сохранившиеся подземные полости используются как туристическая достопримечательность.

## Исторический очерк
По одной из версий, первые выработки появились в XVIII веке по указу Екатерины II на основе уже существовавших карстовых пещер Отсюда, вероятно, их местное название — «ро́счистни», т.е. «расчищенные пещеры».
Камнедобыча прекратилась только в начале XX века.
В годы Великой Отечественной войны пещеры использовались как убежище местными жителями и партизанами.
При подходе советских войск к городу жители Пятницкой слободы города Орла, не желая уходить в немецкую каторгу, спрятались в пещерах, образовавшихся в каменоломнях под обрывом правого берега реки Оки в районе Пятницкой слободы. Таких пещер здесь имеется 4. Длина каждой из них достигает 500 метров. В глубине этих пещер спасались мужчины, женщины и дети Пятницкой слободы и других улиц города Орла.
2 и 3 августа 1943 года немцы пытались взорвать пещеры и прятавшихся там людей. После первого взрыва из-за газа из пещер вышли женщины и дети. Последовавшие ещё 2 взрыва не привели к обвалу пещер, а лишь засыпали вход. Не добившись успеха, заслышав канонаду приближающейся линии фронта, боясь, чтобы их не застали наступающие части Красной Армии, нацисты уехали. Женщины и дети раскопали заваленные входы и выпустили из пещер измученных мужчин.

## Основные подсистемы
- Пещера «Водяная» 52°56′27″ с. ш. 36°05′08″ в. д.HGЯO. Вход в пещеру находится в 20 м. от реки Оки. Глубина в некоторых местах достигает 3,5 м., а ширина ходов 5-6 м. Имеется подземное озеро[1].
- Пещера «Восьмерка». 52°57′04″ с. ш. 36°05′25″ в. д.HGЯO Общая протяжённость ходов пещеры около километра. Высота некоторых штреков достигает 6-7 м. Ширина же ходов достигает 12 м[1].
- Пещера «Трёхкилометровка»[5]. Предположительно, вход уничтожен строительными работами[6].
- Пещера «Фосфорная» (названа заново открывшими её энтузиастами из-за фосфоресцирующих стен[7]). Предположительно, вход в районе Пристани на Оке засыпан.

## Возможные продолжения в других районах города
- Штолен озеро не существует, так как они являлись старым входом в водяную пещеру..

## См.также
- Гурьевские каменоломни (Тульская область)
- Старицкие каменоломни (Тверская область)
- Нолькин камень (Марий Эл)
- Каменоломни под Калугой
- Каменоломни под Рязанью
- Подземелья Нижегородчины
- Подмосковные каменоломни
- Подземелья Самарской области